# Brazilozetes phaseolus
Brazilozetes phaseolus är en kvalsterart som beskrevs av Balogh och Sandór Mahunka 1969. Brazilozetes phaseolus ingår i släktet Brazilozetes och familjen Microzetidae. Inga underarter finns listade.